# Natalja Klimova
Natalja Klimova, född den 31 maj 1951 i Zjdanov (nu Mariupol), Ukrainska SSR, Sovjetunionen, är en sovjetisk basketspelare som var med och tog OS-guld 1976 i Montréal. Detta var första gången dambasket var med på det olympiska programmet. 